# Spreewerk Lübben

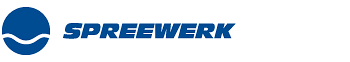
Logo des Spreewerks Lübben

Das Spreewerk Lübben ist ein Munitionsentsorgungsunternehmen und früherer Munitionshersteller in Börnichen, einem Ortsteil von Lübben.

## Geschichte
Die Geschichte des Unternehmens begann im Zweiten Weltkrieg im Jahr 1944 mit dem Baubeginn der Gebäude. Wahrscheinlich sollte das Werk als Zulieferer für die Munitionsanstalt in Krugau dienen. Das Kriegsende im Jahr 1945 kam der Aktivierung des Werkes zuvor. Die errichteten Gebäude lagen daraufhin über ein Jahrzehnt brach. Am 1. Mai 1957 ordnete die DDR-Regierung an dieser Stelle die Errichtung eines Munitionswerkes an. Das Unternehmen wurde als Volkseigener Betrieb organisiert. Die naheliegende Spree war der Namensgeber dieser Einrichtung. Ab 1961 stellte die Munitionsfabrik vor allem Munition für Handfeuerwaffen her. Damit ermöglichte das Werk der DDR erstmals Munitionsmengen über den Friedensbedarf hinaus zu produzieren. Schon in den 1960er-Jahren war der Betrieb mit über 800 Mitarbeitern einer der größten Arbeitgeber im Kreis Lübben. Eine größere Erweiterung erfolgte im Jahr 1985 mit der Installation neuer Maschinen und der Errichtung einer neuen Halle. Die Produktionsanlagen für Munition gehörten zu den modernsten im Ostblock. Außer Munition stellte Spreewerk Lübben z. B. Patronen mit Atemkalk für Kreislauftauchgeräte her.
Organisatorisch war der VEB Spreewerk Lübben ab 1970 dem Gerätebaukombinat Königswartha und ab 1979 dem Kombinat Spezialtechnik Dresden zugeordnet.
Mit der politischen Wende im Jahre 1990 wurde die gesamte Produktion eingestellt. Die Geschäftsführung entschied darauf, das Werk auf Munitionsentsorgung auszurichten. Das US-amerikanische Unternehmen General Atomics erwarb Spreewerk Lübben von der Treuhandanstalt im Jahre 1992 und investierte 60 Millionen Mark in einen Drehrohrofen, der das Herzstück des Werkes bildet. Am 1. April 1995 ging dieser Ofen als Verbrennungsanlage für Sprengstoffe in den Dauerbetrieb und die Entsorgungskapazität wuchs auf 15 000 Tonnen Munition pro Jahr. Ein schweres Unglück ereignete sich im Jahre 2002, als bei einer Explosion vier Mitarbeiter ums Leben gekommen sind. Zunächst wurde Munition der Nationalen Volksarmee, gefolgt von Streumunition der Bundeswehr, entsorgt. Später wurden auch internationale Aufträge angenommen. Zum Zwischenlagern der angelieferten Munition betreibt das Spreewerk Lübben im Vogelgesang auf dem Gelände der ehemaligen WASAG ein Lager.
Die Neuaufstellung des Spreewerks Lübben hatte einen massiven Arbeitsplatzabbau zur Folge. Von den über 800 Mitarbeitern sind zunächst 150 übriggeblieben; diese Zahl sank dann auf 70. Als 2016 die Kurzarbeit eingeführt werden musste, hat sich die Zahl der Beschäftigten nochmals halbiert. Die großen Überstände nach dem Ende des Kalten Krieges sind bereits vernichtet. Deshalb werden im Spreewerk Lübben auch zivile Komponenten wie Airbags entsorgt.
Am 16. März 2018 kam es zu einer Explosion auf dem Gelände, wobei ein Mitarbeiter getötet wurde.
2019 gab die Firma bekannt, in Zukunft die umweltgerechte Entsorgung von Lithiumbatterien und Katalysatoren, etwa von Elektroautos, Elektrofahrrädern und Mobiltelefonen, mittels thermischer Behandlung durchführen zu wollen. Im Januar 2024 wurde bekanntgegeben, dass der operative Betrieb zu Beginn des Jahres 2024 wegen mangelnder Auslastung eingestellt werden soll. Im Juli 2024 übernahmen das Rüstungsunternehmen Diehl Defence und die Tauber Unternehmensgruppe das Spreewerk. Von Juli 2024 bis Mai 2025 stieg die Zahl der Beschäftigten von 28 auf über 60. Rund 150 weitere Arbeitsplätze sollen geschaffen werden. Ab Sommer 2025 sollen im Spreewerk Lübben wieder Munitionsbestandteile hergestellt werden, die dann an anderen Standorten weiterverarbeitet werden.